# 斯托普 (肯塔基州)
斯托普（英語：Stop）是位於美國肯塔基州韋恩縣的一個鬼鎮。

## 地理
斯托普所處的海拔為高於海平面310米（即1017英呎），而該地所採用的時區為UTC-5，即北美東部時區（EST）。同時該地設有夏令時間，為UTC-5調快一小時，即UTC-4（EDT）。